# الأوروبيون في العصور الوسطى الصينية

بالنظر إلى الأدلة الأثرية والنصية، يُعتقد بأن الآلاف من الأوروبيين عاشوا في الإمبراطورية الصينية، خلال فترة حكم المغول، وكانوا بالأساس من بلدان تعود تقليديًا إلى أراضي العالم المسيحي خلال فترة العصور الوسطى العليا وحتى أواخرها، وزاروا الصين أو مارسوا التجارة فيها أو بشروا للديانة المسيحية أو عاشوا فيها. كانت أغلب تلك التقاعلات الأوروبية الصينية خلال النصف الثاني من القرن الثالث عشر والنصف الأول من القرن الرابع عشر، تزامنًا مع حكم الإمبراطورية المغولية، التي كانت تحكم جزءًا كبيرًا من أوراسيا وربطت أوروبا بالصين خلال فترة حكم سلالة يوان (بين عامي 1271 و 1368). في حين حافظت الإمبراطورية البيزنطية المتمركزة في اليونان ومنطقة الأناضول على بعض المراسلات المحدودة مع سلالات تانغ وسونغ ومينغ الحاكمة في الصين، فقد أرسلت البابوية الرومانية العديد من المبشرين، والممثلين عن السلطة إلى الإمبراطورية المغولية المبكرة، وإلى خانبليق (بكين الحالية)، التي كانت عاصمة دولة يوان العظمى. لم يسبق للصينيين أن تواصلوا مع الغرب إلا من خلال المراسات النادرة بين سلالة هان الحاكمة للإمبراطورية الصينية (202 – 221م) وبين الإغريق الهلنستيين والرومان.
تنقل المبشرون والتجار الأوروبيون عبر المملكة المغولية، وبشكل رئيسي عبر العاصمة المغولية قراقورم، خلال فترة زمنية أشار إليها المؤرخون باسم «باكس منغوليا». ولعل أهم نتيجة سياسية لهذه التحركات الشعبية ولتكثيف التعاملات التجارية، قد تمثلت بتشكيل التحالف الفرنسي المغولي على الرغم من عدم اكتمال هذا التحالف بشكل كامل، على الأقل، بطريقة ملائمة. أدى تأسيس حكم سلالة مينغ في عام 1368، وإعادة تأسيس حكم سلالة الهان الصينية الأصلية، إلى إنهاء تواجد التجار الأوروبيين والمبشرين الكاثوليك في الصين بشكل كامل. لم يُجدد الاتصال المباشر بين الصينيين والأوروبيين إلّا في العقد الأول من القرن السادس عشر، خلال عصر الاستكشاف.
سافر التاجر الإيطالي، ماركو بولو، وسبقه والده وعمه نيكولو ومافيو بولو، إلى الصين خلال فترة حكم المغول. كتب ماركو بولو رسالة تحدث فيها عن رحلاته في الصين، وكذلك فعل كل من الراهب الفرنسيسكاني، أوردوريك ماتيوسي، والتاجر فرانسيسكو بالدوتشي بيغولوتي. كتب المؤلف جون ماندفيل أيضًا عن رحلاته إلى الصين، إلا أنه من المعتقد أنه استند في كتاباته هذه على وثائق موجودة أصلًا. أسس جيوفاني دا مونتيكورفينو، وخلفه جيوفاني دي مارينيولي، الأبرشية الرومانية في خانبليق. تمكن بعض الأوروبيين الآخرين، أمثال أندريه دي لونجومو، من الوصول إلى الأراضي الحدودية الشرقية للصين، ضمن رحلاتهم الدبلوماسية إلى البلاط الملكي المغولي، في حين سافر آخرون، مثل جيوفاني دا بيان ديل كاربين وبينيديكت بولاك ووليام روبرك، إلى منغولا. كان الربان المسيحي النسطوري الأويغوري، رابان صوما، أول دبلوماسي من الصين يصل إلى المحاكم الملكية المسيحية في الغرب.

## خلفية
قبل القرن الثالث عشر الميلادي، كانت رحلات الأوروبيين إلى الصين أو رحلات الصينيين إلى أوروبا نادرة جدًا. قاد يوثيديموس الأول، الحاكم الهلنستي للمملكة الإغريقية البخترية في آسيا الوسطى، خلال القرن الثالث قبل الميلاد، حملةً استكشافية في حوض تاريم (منطقة سنجان في الصين اليوم) بحثًا عن المعادن الثمينة. أُكِّد وصول التأثير اليوناني إلى أقصى الشرق (مناطق حوض تاريم) من خلال اكتشاف منسوجة سامبول الجدارية، التي تشتمل على جندي ذو عيون زرقاء (من الممكن أن يكون يونانيًا)، وقنطورٍ جامحٍ تكرر ظهوره في الفن الهلنستي والميثولوجيا الإغريقية. ومع ذلك، فمن المعروف أن الشعوب الهندية الأوروبية الأخرى كاليوجي والساكا والتخاريين قد سكنوا حوض تاريم قبل وبعد وقوعه تحت سلطة سلالة الهان الصينية خلال عهد الإمبراطور وو من هان الذي حكم في الفترة الممتدة بين عامي 141 و 87 قبل الميلاد. أُرسل الدبلوماسي الصيني التابع للإمبراطور وو، تشانغ تشيان (توفي في عام 113 قبل الميلاد)، بمهمة لتشكيل تحالف مع شعب اليوجي. فشل تشانغ شيان في مهمته، لكنه عاد إلى لصين مع تقارير من شهود عيان عن إرث الحضارة الإغريقية الهلنستية كتبها خلال رحلاته إلى أراضي دايوان الواقعة في وادي فرغانة وعاصمتها الإسكندرية القصوى، وإلى منطقة داسيا في باختريا التي تقع اليوم في أفغانستان وطاجيكستان. في وقت لاحق، تمكنت سلالة الهان الصينية من الاستيلاء على أراضي دايوان بعد حرب هان-دايوان (التي يطلق عليها اسم حرب الخيول السماوية). ظهرت أيضًا إحدى الفرضيات الجدلية التي تدعي بأن ضريح الإمبراطور الأول تشين (منحوتات تصور جيوش الإمبراطور الأول للصين، تشين شي هوانج، وتعود إلى عام 210 قبل الميلاد) مستوحى من فن النحت الهلنستي. اعتاد السكان المحليون، في الفترة ما بين عامي 217 قبل الميلاد و 283 ميلادي، على دفن موتاهم في مقبرة سامبول الواقعة على بعد 14 كيلومتر تقريبًا من مدينة ختن في الصين (وتحديدًا في المنطقة التي يطلق عليها اليوم اسم مدينة هوتان في مقاطعة لوب التابعة لإقليم سنجان الصيني ذو الحكم الذاتي). حيث عُثر على منسوجة سامبول الجدارية آنفة الذكر. كشف تحليل الحمض النووي المتقدري للبقايا البشرية التي عُثر عليها في تلك المنطقة تشابهًا جينيًا مع شعوب القوقاز، وتحديدًا مع سلالتين اثنتين، إحداهما أمومية ترتبط مع الأوسيتيين والإيرانيين، والأخرى أبوية من شرق البحر الأبيض المتوسط. وفيما بدا تأكيدًا على هذا الارتباط، تحدثت الروايات التاريخية عن تشجيع الإسكندر الأكبر، الذي تزوج امرأة صغدية من منطقة باختر اسمها روكسانا، جنوده وجنرالاته على الزواج من نساء محليات، وبالتالي، فقد أصبح لملوك وأمراء الإمبراطورية السلوقية والمملكة اليونانية الباخترية اللاحقة خلفية عرقية فارسية يونانية مختلطة.

### الرومانيون القدماء
ذكر الرومان، بمن فيهم كتّاب، كبلينيوس الأكبر، بدءًا من عهد الإمبراطور أغسطس (الذي حكم الإمبراطورية الرومانية بين عامي 27 و 14 قبل الميلاد)، حدوث اتصالات مع السيريسيين، الذين عُرفوا بإنتاجهم للحرير في أقصى شرق القارة الآسيوية، وكانوا صينيين أو من خلفيات عرقية مختلفة يقطنون المناطق الواقعة على طول طريق الحرير في منطقة آسيا الوسطى وشمال غرب الصين. استكشف الجنرال بان تشاو من سلالة هان الحاكمة الصينية، المدعي العام للمناطق الغربية، مناطقَ آسيا الوسطى، وفي عام 97 ميلادي، أرسل بان تشاو مبعوثه، جان يينغ، إلى الإمبراطورية الرومانية. نصحت السلطات الفرثية جان بالعدول عن فكرة السفر إلى مناطق أبعد من «الساحل الغربي» (من المحتمل أن يكون هذا المصطلح يشير إلى البحر الأبيض المتوسط)، على الرغم من كتابته لتقرير مفصل عن الإمبراطورية الرومانية ومدنها وشبكة بريدها، والمنظومة القنصلية فيها وقدمه إلى بلاط حكم سلالة هان.  
في وقت لاحق، زارت العديد من البعثات الدبلوماسية الرومانية إلى الصين، واستمرت، حسب المصادر الصينية، من القرن الثاني إلى القرن الثالث الميلادي. في عام 166 ميلادي، تحدث كتاب هان اللاحق عن وصول مجموعة من الرومانيين إلى الصين من المناطق الجنوبية البحرية، وتقديمهم لهدايا لبلاط الإمبراطور هوان من هان (الذي حكم البلاد بين عامي 146 و 168 ميلادي)، مدعين تمتيلهم للإمبراطور الروماني ماركوس أوريليوس أنطونيوس (الذي حكم روما في الفترة ما بين عامي 161 و 180 ميلادي). لكن، يعتقد بعض المؤرخين أن هؤلاء الرومان كانوا تجارًا فقط، ولم يكونوا دبلوماسيين رسميين.
إن لم يكن الزعم القائل بأن سفراء الإمبراطورية الرومانية وصلوا إلى الصين عن طريق تشاوجي، إقليم فيتنام الشمالي التابع للصين، زعمًا صحيحًا. عُثر على قلادات رومانية ذهبية من عصر أنطونيوس بيوس وابنه بالتبني ماركوس أوريليوس في موقع أوكيو الأثري (بالقرب من مدينة هو تشي منه) الذي كان تابعًا لمملكة فونان المتاخمة لتشاوجي. عُثر أيضًا على وعاء زجاجي روماني من عصر الجمهورية الرومانية في قبر أحد ملوك سلالة هان في غوانزو (على شواطئ البحر الصيني الجنوبي)، وهو يعود إلى القرن الأول قبل الميلاد، فضلًا عن البضائع القديمة القادمة من منطقة البحر المتوسط التي عُثر عليها في تايلاند وإندونيسيا وماليزيا ما يدل على النشاط الروماني في العصور القديمة. ذكر الجغرافي الإغريقي الروماني بطليموس في كتاب «الجغرافية» الذي يعود للعصر الأنطوني أن بحارًا إغريقيًا يُدعى ألكساندر اكتشف مدينة ساحلية تُدعى كاتيغارا وتقع من وراء شبه الجزيرة الماليزية. افترض الجغرافي فرديناند فون ريتشهوفن أن هذا المكان يقع في إقليم هانوي التابع للصين، ولكن بالنظر إلى الأدلة الأثرية من المرجح أن هذا المكان هو أوكيو. عُثر على بعض العملات الرومانية في الصين، ولكنها أقل بكثير من تلك التي اُكتشفت في الهند.
تشير بعض المصادر إلى أنه في عام 120 بعث ملك بورما فرقة رقص بهلوانية يونانية (تزعم أنها جاءت من مكان يُدعى «غرب البحار»، أي مصر الرومانية) إلى الإمبراطور أن من سلالة هان. ومن المعروف أن اليونانيين القدماء كانوا يعملون في مجال الترفيه في الإمبراطورية الكوشانية والإمبراطورية الفرثية في آسيا، فمنهم من كان عازفًا ومنهم من كان لاعبًا رياضيًا يتنافس في البطولات الرياضية المُقامة هناك.

### الإمبراطورية البيزنطية
ذكر المؤرخ اليوناني البيزنطي بروكوبيوس أن كاهنين نسطوريين اكتشفا طريقة صناعة الحرير. ومن هنا بعثهم الإمبراطور البيزنطي جستينيان الأول (حكم في 527–565) للتجسس على تجار الحرير القادمين إلى القسطنطينية من الصين وتهريب بيوض دودة القز إلى الإمبراطورية البيزنطية. مهد ذلك إلى صناعة الحرير في منطقة البحر المتوسط، لا سيما في سوفلي في شمال اليونان، وسمح للإمبراطورية البيزنطية باحتكار صناعة الحرير في أوروبا في العصور الوسطى حتى خسرت أراضيها في جنوب إيطاليا. نقل المؤرخ ثيوفيلاكت سيموكاتا في كتابه الذي ألفه في عهد الإمبراطور هرقل (610–641) بضعة معلومات عن جغرافية الصين، وعن العاصمة تشانغآن، وحاكمها في ذلك الوقت، الإمبراطور تايزونج، الذي كان اسمه يعني «ابن السماء»، وأشار إلى إعادة توحيد الصين في عصر سلالة سوي (581–618) باعتباره وقع في عهد الإمبراطور موريكيوس، موضحًا أن الصين كانت منقسمة سياسيًا على طول نهر يانغتسي بين دولتين متنازعتين.
أشار كتاب تانغ القديم وكتاب تانغ الجديد إلى إنشاء عدة سفارات بيزنطية في الصين بدايةً من عام 643 عندما بعث الإمبراطور قسطنطين الثاني (波多力) سفيرًا إلى الإمبراطور تايزونج حاملًا معه عدة هدايا مثل زجاج ياقوت الذهب، وذُكر أنها كانت مماثلة لسفارات الإمبراطورية الرومانية. وشملت تلك السجلات نبذة مختصرة عن القسطنطينية وقلاعها وحصارها من قبل «عرب الدولة الأموية» (大食) بقيادة «معاوية الأول» (摩拽) الذي كان حاكمًا لسوريا قبل أن يصبح الخلفية. ومن خلال السجلات الصينية عرفنا أن ميخائيل السابع دوكاس البيزنطي (滅力沙靈改撒) أرسل بعثة دبلوماسية إلى حاكم سلالة سونغ في الصين، وأنها وصلت في عام 1081، أي في عهد الإمبراطور شين زونغ. أبدى بعض الصينيين اهتمامهم بالعالم الغربي، مثل مفتش الجمارك تشاو روكو الذي وصف منارة الإسكندرية القديمة في بداية القرن الثالث عشر في كتاب زو فان تشي.

## التجار
طبقًا لكتاب المسالك والممالك بقلم ابن خرداذبة، كانت الصين مقصدًا ليهود الرذنية الذين كانوا يتاجرون بالغلمان والإماء والمخصيين من أوروبا. وفي عصر مملكة سونغ اللاحقة ظهرت طائفة من اليهود في كايفنغ في الصين. وكان الإسباني بنيامين التطيلي رحالة يهودي من القرن الثاني عشر، وقدم في كتابه سجلات بنيامين وصفًا حيًا لأوروبا وآسيا وأفريقيا، سابقًا بذلك ماركو بولو بمائة عام.
وصف ماركو بولو، تاجر في القرن الثالث عشر من جمهورية البندقية، رحلاته لحاكم الصين في عصر يوان وبلاط الحاكم المغولي قوبلاي خان، فضلًا عن الرحلات السابقة التي قام بها نيكولو ومافيو بولو، أبوه وعمه، في كتاب رحلات ماركو بولو. وتلا بولو قصص رحلاته على روستيشيلو دا بيزا في عام 1298 أثناء مكوثهما في زنزانة سجن في جنوا عقب أسرهم في معركة كورزولا. وفي رحلة عودته من الصين إلى بلاد فارس (انطلاقًا من مرفأ تشوانتشو في عام 1291) قال بولو أنه اصطحب الأميرة المنغولية كوكوتشين في طريقها للزواج من أرغون خان، حاكم الدولة الإلخانية، ولكنها تزوجت ابنه غازان خان عقب وفاة أبيه. ورغم أن المصادر لم تذكر شيئًا عن حضور بولو مراسم الزواج، إلا أن المؤرخ الفارسي رشيد الدين الهمذاني أيد رواية ماركو بولو في كتاب جامع التواريخ.
وصف ماركو بولو معالم الصين الجغرافية وصفًا دقيقًا مثل القناة الصينية الكبيرة. ويدل وصفه الشامل الصحيح لصناعة الملح على أنه كان في الصين حقًا. وصف ماركو آبار الملح والتلال التي يمكن استخراج الملح منها التي كانت تقع غالبًا في يونان، وعلق قائلًا: «أولئك الأوغاد... لا يملك أحد منهم نقود الخان الكبير، بل يستعيضون عنه بالملح.... بحوزتهم الملح الذي يغلونه ويصبونه في قوالب». لاحظ ماركو أيضًا أن الصينيين كانوا يحرقون تماثيل ورقية على هيئة خدام، وخادمات، وجمال وخيول، وبِذَل مدرعة في مراسم حرق الموتى.
لاحظ ماركو أثناء زيارته مدينة تشنجيانغ في إقليم جيانغسو إنشاء عدة كنائس صينية، وأيده في ذلك نص صيني يعود للقرن الرابع عشر ذُكر فيه أن مسافرًا من بلاد الصغد يُدعى مار سارجيس السمرقندي أنشأ ستة كنائس مسيحية نسطورية فضلًا عن واحدة أخرى في هانغتشو في النصف الثاني من القرن الثالث عشر. ظهرت المسيحية النسطورية في الصين قبل ذلك في عصر سلالة تانغ (618–907) عندما حضر كاهن فارسي يُدعى ألوبين (阿羅斯) إلى العاصمة تشانغآن في عام 653 لنشر المسيحية، وذلك وفقًا لما ذُكر في النقوش المكتوبة باللغة الصينية والسريانية التي تُعود إلى عام 781.